# Dicranoptycha pseudocinerea
Dicranoptycha pseudocinerea là một loài ruồi trong họ Limoniidae. Chúng phân bố ở miền Cổ bắc.